# Brünigbahn
| Brünigbahn bei Meiringen |                                                                        |                                                  |                                                  |
| Streckennummer (BAV): | 470 (Luzern–Brünig-Hasliberg–Meiringen) 469 (Meiringen–Interlaken Ost) |                                                  |                                                  |
| Fahrplanfeld: | 470, 472, (471)                                                        |                                                  |                                                  |
| Streckenlänge: | 74,0 km                                                                |                                                  |                                                  |
| Spurweite: | 1000 mm (Meterspur)                                                    |                                                  |                                                  |
| Stromsystem: | 15 kV 16,7 Hz ~                                                        |                                                  |                                                  |
| Maximale Neigung: | Adhäsion 31 ‰ Zahnstange 128 ‰                                         |                                                  |                                                  |
| Zahnstangensystem: | Riggenbach                                                             |                                                  |                                                  |
| Zweigleisigkeit: | Luzern–Hergiswil-Matt Kerns-Kägiswil–Sarnen                            |                                                  |                                                  |
| |                                                                        |                                                  |                                                  |
| Luzern–Interlaken Ost |                                                                        |                                                  |                                                  |
| \| \| \| Luzern Brünigbahnhof (bis 1896) \| \| \| \| 0,00 \| Luzern Anschluss ans Normalspurnetz \| 436 m ü. M. \| \| \| \| \| \| \| \| \| \| \| \| \| 0,40 \| Hubelmatttunnel (550 m) \| Hubelmatttunnel (550 m) \| \| \| 1,98 \| Luzern Allmend/Messe \| Luzern Allmend/Messe \| \| \| 2,30 \| Abzweigung Rösslimatt (Normalspur der ehem. KLB) \| Abzweigung Rösslimatt (Normalspur der ehem. KLB) \| \| \| 1,80 \| Allmendtunnel (470 m) \| Allmendtunnel (470 m) \| \| \| \| \| \| \| \| 3,41 \| Kriens Mattenhof \| Kriens Mattenhof \| \| \| 4,52 \| Horw \| 441 m ü. M. \| \| \| \| Kantonsgrenze LU–NW \| \| \| \| 7,32 \| Hergiswil Matt \| 445 m ü. M. \| \| \| 8,73 \| Hergiswil \| 449 m ü. M. \| \| \| 8,99 \| nach Engelberg \| nach Engelberg \| \| \| \| Lopper I (1186 m) \| \| \| \| \| Kantonsgrenze NW–OW \| \| \| \| \| \| \| \| \| \| \| \| \| \| 13,18 \| Alpnachstad Anschluss an Pilatusbahn \| 435 m ü. M. \| \| \| \| \| \| \| \| 14,88 \| Alpnach Dorf \| 452 m ü. M. \| \| \| \| Sarneraa (40 m) \| \| \| \| 18,63 \| Kerns-Kägiswil \| Kerns-Kägiswil \| \| \| 20,02 \| Sarnen Nord \| 468 m ü. M. \| \| \| 20,64 \| Sarnen \| 473 m ü. M. \| \| \| 23,44 \| Sachseln \| 471 m ü. M. \| \| \| 25,39 \| Ewil Maxon \| 475 m ü. M. \| \| \| 27,62 \| Giswil Grossmatt \| 475 m ü. M. \| \| \| 29,27 \| Giswil \| 485 m ü. M. \| \| \| 29,42 \| Beginn Zahnstange \| Beginn Zahnstange \| \| \| 31,81 \| Ende Zahnstange \| Ende Zahnstange \| \| \| 32,17 \| Kaiserstuhl OW \| 698 m ü. M. \| \| \| \| Tschoren (44 m) \| \| \| \| 35,81 \| Lungern \| 752 m ü. M. \| \| \| 35,91 \| Beginn Zahnstange \| Beginn Zahnstange \| \| \| \| Chäppeli (146 m) \| \| \| \| 37,59 \| Ende Zahnstange \| Ende Zahnstange \| \| \| 37,78 \| Chäppeli \| 896 m ü. M. \| \| \| 38,76 \| Beginn Zahnstange \| Beginn Zahnstange \| \| \| 39,96 \| Ende Zahnstange \| Ende Zahnstange \| \| \| \| Kantonsgrenze OW–BE \| \| \| \| 40,08 \| Brünig-Hasliberg \| 1002 m ü. M. \| \| \| \| Brünigpass \| \| \| \| 40,26 \| Beginn Zahnstange \| Beginn Zahnstange \| \| \| 42,14 \| Brunnenfluh \| 810 m ü. M. \| \| \| 44,13 \| Ende Zahnstange \| Ende Zahnstange \| \| \| \| \| \| \| \| 45,47 \| Meiringen Anschluss nach Innertkirchen \| 595 m ü. M. \| \| \| \| \| \| \| \| 50,80 \| Unterbach \| Unterbach \| \| \| 53,18 \| Brienzwiler \| 575 m ü. M. \| \| \| \| Lammbach \| \| \| \| \| Glyssibach \| \| \| \| \| Trachtbach \| \| \| \| \| \| \| \| \| 57,77 \| Brienz Anschluss an Brienz-Rothorn-Bahn \| 566 m ü. M. \| \| \| \| \| \| \| \| \| Brienzdorf (895 m) \| \| \| \| \| Milibach \| \| \| \| 59,30 \| Brienz West \| 581 m ü. M. \| \| \| \| Bachtalen (168 m) \| \| \| \| \| Dorni (361 m) \| \| \| \| 61,84 \| Ebligen \| 582 m ü. M. \| \| \| \| Bolaui (134 m) \| \| \| \| 65,02 \| Oberried am Brienzersee \| 589 m ü. M. \| \| \| \| Kehlengraben (187 m) \| \| \| \| \| Grütgraben (55 m) \| \| \| \| 68,31 \| Niederried \| 578 m ü. M. \| \| \| \| Platten (26 m) \| \| \| \| \| Lehnen (53 m) \| \| \| \| \| Ringgenberg (112 m) \| \| \| \| 71,00 \| Ringgenberg \| 596 m ü. M. \| \| \| \| Bürgli (50 m) \| \| \| \| \| Rotegg (348 m) \| \| \| \| \| Aare (167 m) \| \| \| \| \| Anschluss BOB von Grindelwald/Lauterbrunnen \| \| \| \| \| \| \| \| \| 73,92 \| Interlaken Ost Anschluss nach Bern, Harderbahn \| 567 m ü. M. \| |                                                                        |                                                  |                                                  |
| Kopfbahnhof Streckenanfang (Strecke außer Betrieb) |                                                                        | Luzern Brünigbahnhof (bis 1896)                  | Luzern Brünigbahnhof (bis 1896)                  |
| Kopfbahnhof Streckenende und quer · Kopfbahnhof Streckenanfang · Strecke (außer Betrieb) | 0,00                                                                   | Luzern Anschluss ans Normalspurnetz              | 436 m ü. M.                                      |
| Strecke (außer Betrieb) |                                                                        |                                                  |                                                  |
| Abzweig geradeaus und von links (Strecke außer Betrieb) · Kreuzung (Querstrecke außer Betrieb) · Strecke nach rechts (außer Betrieb) |                                                                        |                                                  |                                                  |
| Strecke (außer Betrieb) · Tunnelanfang | 0,40                                                                   | Hubelmatttunnel (550 m)                          | Hubelmatttunnel (550 m)                          |
| Strecke (außer Betrieb) · Haltepunkt / Haltestelle Streckenende und Streckenanfang (im Tunnel) | 1,98                                                                   | Luzern Allmend/Messe                             | Luzern Allmend/Messe                             |
| Abzweig geradeaus und nach rechts (Strecke außer Betrieb) · Strecke (im Tunnel) | 2,30                                                                   | Abzweigung Rösslimatt (Normalspur der ehem. KLB) | Abzweigung Rösslimatt (Normalspur der ehem. KLB) |
| Strecke (außer Betrieb) · Tunnelende | 1,80                                                                   | Allmendtunnel (470 m)                            | Allmendtunnel (470 m)                            |
| |                                                                        |                                                  |                                                  |
| Haltepunkt / Haltestelle | 3,41                                                                   | Kriens Mattenhof                                 | Kriens Mattenhof                                 |
| Bahnhof | 4,52                                                                   | Horw                                             | 441 m ü. M.                                      |
| Grenze |                                                                        | Kantonsgrenze LU–NW                              | Kantonsgrenze LU–NW                              |
| Haltepunkt / Haltestelle | 7,32                                                                   | Hergiswil Matt                                   | 445 m ü. M.                                      |
| Bahnhof | 8,73                                                                   | Hergiswil                                        | 449 m ü. M.                                      |
| Abzweig geradeaus und nach links | 8,99                                                                   | nach Engelberg                                   | nach Engelberg                                   |
| Tunnelanfang |                                                                        | Lopper I (1186 m)                                | Lopper I (1186 m)                                |
| Grenze (im Tunnel) |                                                                        | Kantonsgrenze NW–OW                              | Kantonsgrenze NW–OW                              |
| Tunnelende |                                                                        |                                                  |                                                  |
| |                                                                        |                                                  |                                                  |
| Bahnhof | 13,18                                                                  | Alpnachstad Anschluss an Pilatusbahn             | 435 m ü. M.                                      |
| |                                                                        |                                                  |                                                  |
| Bahnhof | 14,88                                                                  | Alpnach Dorf                                     | 452 m ü. M.                                      |
| Brücke über Wasserlauf |                                                                        | Sarneraa (40 m)                                  | Sarneraa (40 m)                                  |
| Dienststation / Betriebs- oder Güterbahnhof | 18,63                                                                  | Kerns-Kägiswil                                   | Kerns-Kägiswil                                   |
| Haltepunkt / Haltestelle | 20,02                                                                  | Sarnen Nord                                      | 468 m ü. M.                                      |
| Bahnhof | 20,64                                                                  | Sarnen                                           | 473 m ü. M.                                      |
| Bahnhof | 23,44                                                                  | Sachseln                                         | 471 m ü. M.                                      |
| Haltepunkt / Haltestelle | 25,39                                                                  | Ewil Maxon                                       | 475 m ü. M.                                      |
| Dienststation / Betriebs- oder Güterbahnhof | 27,62                                                                  | Giswil Grossmatt                                 | 475 m ü. M.                                      |
| Bahnhof | 29,27                                                                  | Giswil                                           | 485 m ü. M.                                      |
| | 29,42                                                                  | Beginn Zahnstange                                | Beginn Zahnstange                                |
| | 31,81                                                                  | Ende Zahnstange                                  | Ende Zahnstange                                  |
| Bahnhof | 32,17                                                                  | Kaiserstuhl OW                                   | 698 m ü. M.                                      |
| Tunnel |                                                                        | Tschoren (44 m)                                  | Tschoren (44 m)                                  |
| Bahnhof | 35,81                                                                  | Lungern                                          | 752 m ü. M.                                      |
| | 35,91                                                                  | Beginn Zahnstange                                | Beginn Zahnstange                                |
| Tunnel |                                                                        | Chäppeli (146 m)                                 | Chäppeli (146 m)                                 |
| | 37,59                                                                  | Ende Zahnstange                                  | Ende Zahnstange                                  |
| Dienststation / Betriebs- oder Güterbahnhof | 37,78                                                                  | Chäppeli                                         | 896 m ü. M.                                      |
| | 38,76                                                                  | Beginn Zahnstange                                | Beginn Zahnstange                                |
| | 39,96                                                                  | Ende Zahnstange                                  | Ende Zahnstange                                  |
| Grenze |                                                                        | Kantonsgrenze OW–BE                              | Kantonsgrenze OW–BE                              |
| Bahnhof | 40,08                                                                  | Brünig-Hasliberg                                 | 1002 m ü. M.                                     |
| Kulminations-/Scheitelpunkt |                                                                        | Brünigpass                                       | Brünigpass                                       |
| | 40,26                                                                  | Beginn Zahnstange                                | Beginn Zahnstange                                |
| | 42,14                                                                  | Brunnenfluh                                      | 810 m ü. M.                                      |
| | 44,13                                                                  | Ende Zahnstange                                  | Ende Zahnstange                                  |
| |                                                                        |                                                  |                                                  |
| Abzweig nach links und von links · Bahnhof quer | 45,47                                                                  | Meiringen Anschluss nach Innertkirchen           | 595 m ü. M.                                      |
| |                                                                        |                                                  |                                                  |
| ehemaliger Haltepunkt / Haltestelle | 50,80                                                                  | Unterbach                                        | Unterbach                                        |
| Bahnhof | 53,18                                                                  | Brienzwiler                                      | 575 m ü. M.                                      |
| Brücke über Wasserlauf |                                                                        | Lammbach                                         | Lammbach                                         |
| Brücke über Wasserlauf |                                                                        | Glyssibach                                       | Glyssibach                                       |
| Brücke über Wasserlauf |                                                                        | Trachtbach                                       | Trachtbach                                       |
| |                                                                        |                                                  |                                                  |
| Bahnhof | 57,77                                                                  | Brienz Anschluss an Brienz-Rothorn-Bahn          | 566 m ü. M.                                      |
| |                                                                        |                                                  |                                                  |
| Tunnel |                                                                        | Brienzdorf (895 m)                               | Brienzdorf (895 m)                               |
| Brücke über Wasserlauf |                                                                        | Milibach                                         | Milibach                                         |
| Haltepunkt / Haltestelle | 59,30                                                                  | Brienz West                                      | 581 m ü. M.                                      |
| Brücke über Wasserlauf |                                                                        | Bachtalen (168 m)                                | Bachtalen (168 m)                                |
| Tunnel |                                                                        | Dorni (361 m)                                    | Dorni (361 m)                                    |
| Haltepunkt / Haltestelle | 61,84                                                                  | Ebligen                                          | 582 m ü. M.                                      |
| Tunnel |                                                                        | Bolaui (134 m)                                   | Bolaui (134 m)                                   |
| Bahnhof | 65,02                                                                  | Oberried am Brienzersee                          | 589 m ü. M.                                      |
| Tunnel |                                                                        | Kehlengraben (187 m)                             | Kehlengraben (187 m)                             |
| Tunnel |                                                                        | Grütgraben (55 m)                                | Grütgraben (55 m)                                |
| Haltepunkt / Haltestelle | 68,31                                                                  | Niederried                                       | 578 m ü. M.                                      |
| Tunnel |                                                                        | Platten (26 m)                                   | Platten (26 m)                                   |
| Tunnel |                                                                        | Lehnen (53 m)                                    | Lehnen (53 m)                                    |
| Brücke über Wasserlauf |                                                                        | Ringgenberg (112 m)                              | Ringgenberg (112 m)                              |
| Bahnhof | 71,00                                                                  | Ringgenberg                                      | 596 m ü. M.                                      |
| Tunnel |                                                                        | Bürgli (50 m)                                    | Bürgli (50 m)                                    |
| Tunnel |                                                                        | Rotegg (348 m)                                   | Rotegg (348 m)                                   |
| Brücke über Wasserlauf |                                                                        | Aare (167 m)                                     | Aare (167 m)                                     |
| Abzweig geradeaus und von links |                                                                        | Anschluss BOB von Grindelwald/Lauterbrunnen      | Anschluss BOB von Grindelwald/Lauterbrunnen      |
| |                                                                        |                                                  |                                                  |
| Kopfbahnhof Streckenanfang · Kopfbahnhof Streckenende | 73,92                                                                  | Interlaken Ost Anschluss nach Bern, Harderbahn   | 567 m ü. M.                                      |

Die Brünigbahn ist eine Schweizer Schmalspurbahn (Meterspur), die in der Zentralschweiz von Luzern über Alpnachstad, Giswil, den Brünigpass, Meiringen und Brienz nach Interlaken Ost führt. Die Bergstrecke zwischen Meiringen und Giswil ist abschnittsweise mit einer Zahnstange (System Riggenbach) ausgestattet. Die Bahnstrecke gehört seit 2005 zur Zentralbahn.
Die Brünigbahn führte zunächst nur nach Brienz, wo noch 28 Jahre lang aufs Schiff umgestiegen wurde.

## Strecke

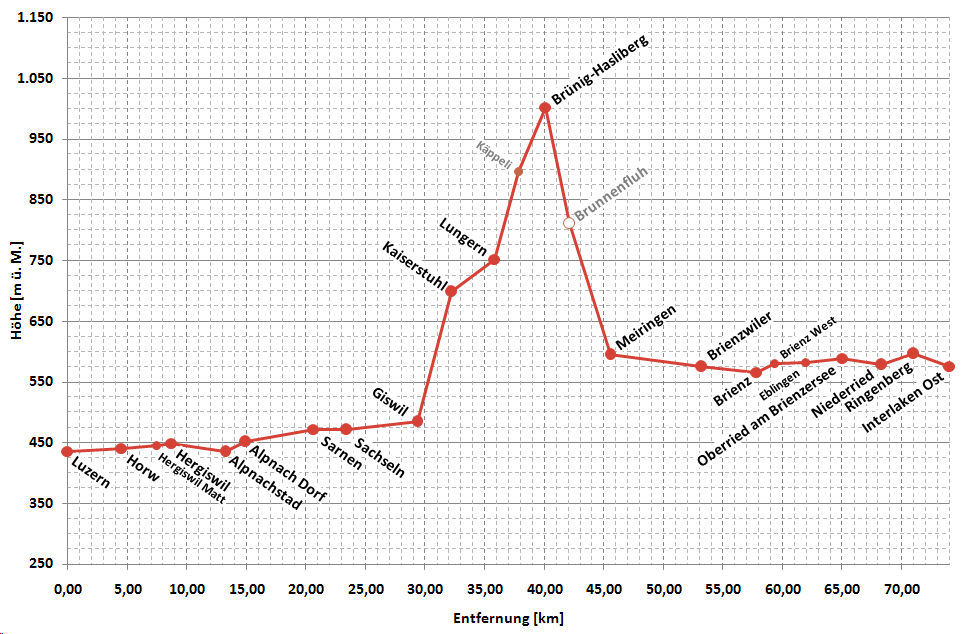
Vereinfachtes Höhenprofil der Strecke

Die Bahnstrecke beginnt im Bahnhof Luzern neben den Normalspurgleisen. Der Abschnitt zwischen Hergiswil und Luzern wird seit 1964 gemeinsam mit der Linie Luzern–Stans–Engelberg befahren, die ebenfalls zur Zentralbahn gehört. Alpnachstad ist Ausgangspunkt der Pilatusbahn. Im Bahnhof Meiringen beginnt die Meiringen-Innertkirchen-Bahn (MIB), welche diesen erst seit dem 2010 erfolgten Umbau mitbenützen kann; zuvor befand sich der MIB-Bahnhof auf der anderen Strassenseite. In Brienz ist neben dem Bahnhof der Ausgangspunkt der Brienz-Rothorn-Bahn (BRB). Die Brünigbahn benutzt den Bahnhof Interlaken Ost zusammen mit den Berner Oberland-Bahnen (BOB) und der BLS.
Zwischen Luzern und Giswil ist das Profil für Betrieb mit Rollwagen ausgelegt.
Die Brünigbahn ist Teil der Golden-Pass-Line.

## Geschichte

Die Brünigbahn zwischen Passhöhe und Meiringen um 1900

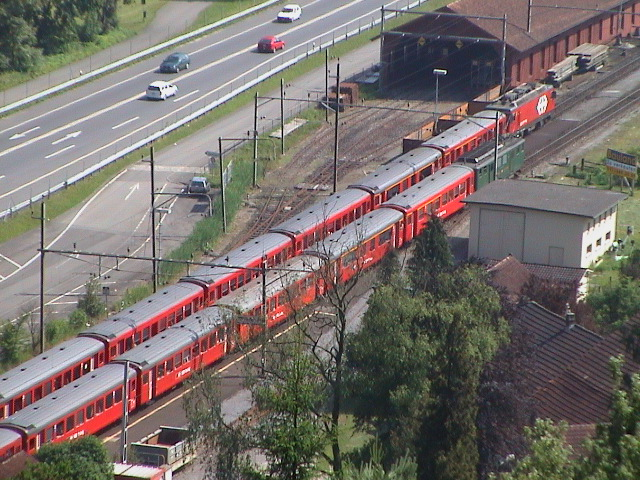
Die Brünigbahn in Alpnachstad

Trassee der Brünigbahn mit Zahnstange bei der Passhöhe, zwischen Felsen hindurch, 1912

Die Bahngesellschaft Jura–Bern–Luzern (JBL) baute die Strecke und eröffnete am 14. Juni 1888 den Abschnitt von Brienz über den Brünigpass bis nach Alpnachstad. Anfänglich bestand nur Anschluss zu Dampfschiffen auf dem Brienzersee und Vierwaldstättersee. Am 1. Juni 1889 wurde der Abschnitt Alpnachstad–Luzern eröffnet. Per 1. Januar 1890 wurde die JBL Teil der Jura-Simplon-Bahn (JS). Mit der Verstaatlichung der JS zu den Schweizerischen Bundesbahnen (SBB) am 1. Mai 1903 wurde der ganzjährige Betrieb eingeführt. Die Strecke zwischen Brienz und Interlaken Ost wurde am 23. August 1916 eröffnet. Der elektrische Betrieb wurde 1941 zwischen Luzern und Meiringen aufgenommen, ein Jahr später auch zwischen Meiringen und Interlaken. Mit den elektrischen Triebwagen war es erstmalig auch möglich, mit einem Triebfahrzeug die ganze Strecke zu befahren. Die Bahn war bis zum 31. Dezember 2004 die einzige Schmalspurstrecke und die einzige Zahnradbahn im Netz der SBB.
Am 30. Juni 2004 ermächtigte der Bundesrat die SBB, die meterspurige Brünigbahn an die Luzern-Stans-Engelberg-Bahn (LSE) zu verkaufen. Die Konzession der LSE wurde auf die Brünigbahn ausgedehnt. Seit dem 1. Januar 2005 verkehrt die fusionierte Bahngesellschaft unter dem neuen Namen Zentralbahn.
Während des Zweiten Weltkriegs wurde die Strecke elektrifiziert, ab 18. November 1941 zwischen Luzern und Meiringen, ab 24. Dezember 1942 der Rest der Strecke. Zwischen 2000 und 2013 wurde die Strecke zwischen Luzern und kurz vor Hergiswil Matt auf Doppelspur ausgebaut. Ebenfalls auf Doppelspur ausgebaut sind die Abschnitte Kägiswil–Sarnen und der Abschnitt Zollhaus bis kurz vor Giswil.
Am 22. August 2005 wurden die Verbindung zwischen Sarnen und Brienz durch Unwetter stark beschädigt und mehrere Brücken weggerissen. Die Schadenssumme erreichte eine Höhe von 75 Millionen Franken.
Zwischen Hergiswil-Schlüssel und Hergiswil Matt wurde von März bis November 2019 eine Doppelspur gebaut und im November 2019 an die bestehenden Gleise angeschlossen. Es wurde dabei die Möglichkeit der Weiterführung des Doppelspurausbaus von Hergiswil Matt bis Hergiswil Dorf in einem Tunnel vorgesehen.
Bei einem schweren Unwetter vom 12. August 2024 erreichte ein Murgang aus dem Graben des Milibachs den westlichen Dorfteil von Brienz, verschüttete das Gleis der Zentralbahn beim Bahnhof Brienz West sowie die Milibachbrücke und schwemmte Schutt, Schlamm und viel Holz auch durch den Tunnel Brienzdorf bis zum Bahnhof Brienz. Die Bahnanlagen waren auf der Strecke von etwa einem Kilometer stark beschädigt. Der Zugverkehr zwischen Interlaken-Ost und Meiringen mit der Golden-Pass-Linie war als Folge des Ereignisses unterbrochen und konnte erst am 25. November 2024 wieder aufgenommen werden.

### Kunstbauten

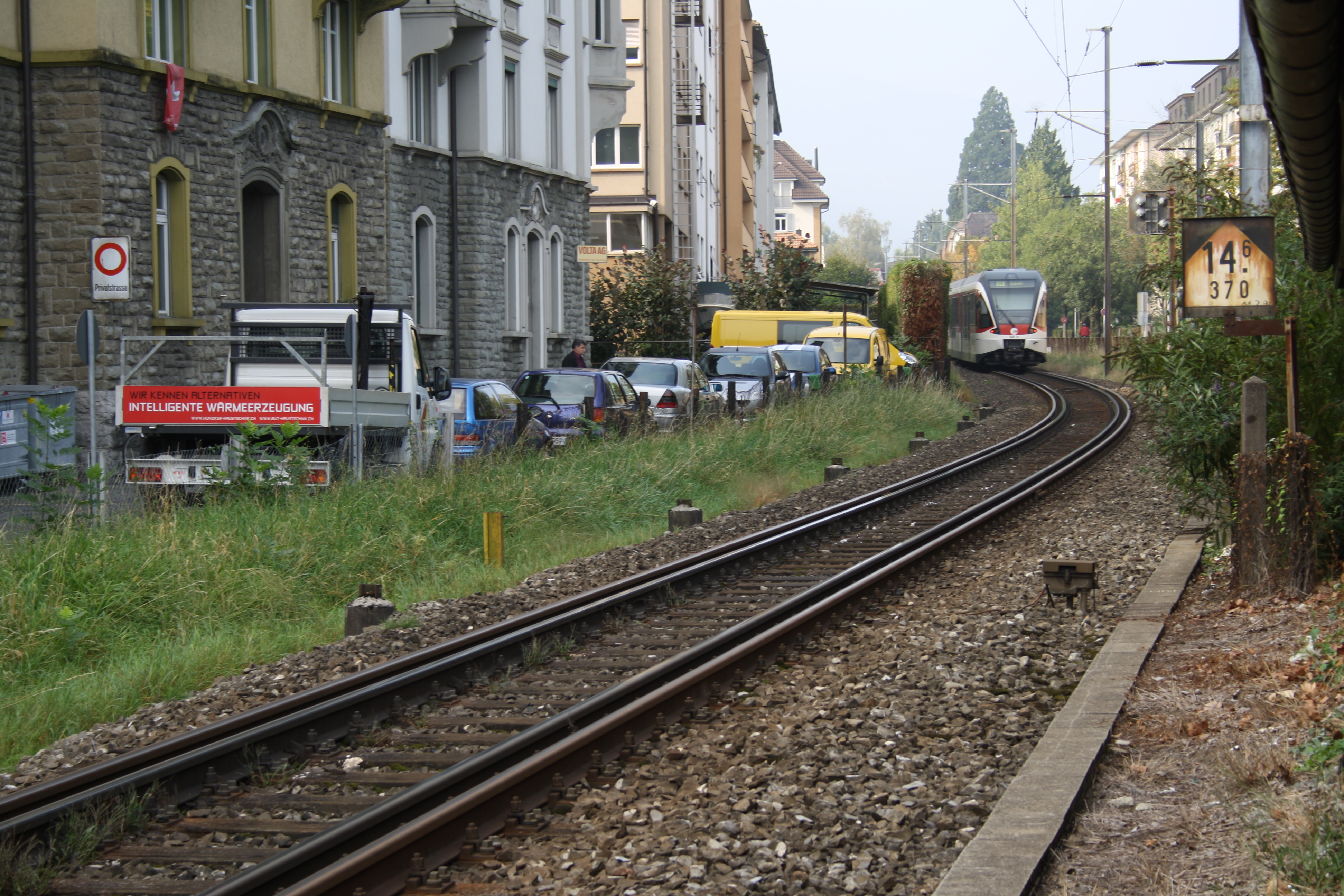
Ehemaliges Vierschienengleis längs der Eschenstrasse in Luzern, 2009

Die längste Tunnelstrecke ist der Neubauabschnitt zwischen dem Gleisvorfeld des Bahnhofs Luzern und Kriens Mattenhof, die am 12. November 2012 in Betrieb genommen wurde. Der 1325 Meter lange Allmendtunnel mit Doppelspur ersetzt die längere oberirdische Einfahrt zum Bahnhof Luzern mit vier Bahnübergängen. Ausserdem wurde mit der neuen unterirdischen Haltestelle Luzern Allmend/Messe (Eröffnung am 9. Dezember 2012) der Süden Luzerns mit Swissporarena und Messegelände besser erschlossen. Auf den ersten gut 300 Metern zwischen Bahnhof Luzern und Langensandbrücke verlief die Strecke weiterhin nur einspurig. Dieser Flaschenhals wurde im Dezember 2021 durch die Eröffnung eines zweiten Gleises beseitigt.
Der Loppertunnel I mit einer Länge von 1186 Metern unterquert den Berg Lopper. Den Zusatz römisch-eins trägt er erst seit 1964, nachdem der Loppertunnel II der LSE eröffnet wurde. Die beiden Lopper-Tunnelportale liegen auf der Hergiswiler Seite nebeneinander. Insgesamt wurden beim Bau der Strecke 13 Tunnels angelegt. Zwischen Luzern und Hergiswil wurde anlässlich des Autobahnausbaues eine längere Unterführung gebaut. Hier ist die Strecke doppelspurig ausgebaut.
Die Strecke besitzt drei Brücken mit einer Spannweite von über 100 Metern. Zwei Brücken weisen Besonderheiten auf: So unterfahren die Kursschiffe des Brienzersees die 167 Meter lange Aarebrücke bei Interlaken. Unter der Stahlfachwerkbrücke am Hirscherengraben bei Oberried am Brienzersee geht regelmässig die berüchtigte Hirscherengrabenlawine hindurch, die dabei schon mehrmals die unterhalb der Bahnbrücke liegende hölzerne Strassenbrücke mit sich riss.

### Infrastruktur
Die Zahnrad-Dampfloks des Typs HG 3/3 können die Zahnrad-Steilstrecken nur mit der Rauchkammer bergwärts befahren. Dafür war im Scheitelpunkt ein Lokwechsel oder ein Drehen der Lokomotive nötig. Die Drehscheibe in Brünig-Hasliberg ist heute nicht mehr vorhanden. Die historische, handbetriebene Drehscheibe in Meiringen wurde 2011 demontiert, konnte jedoch 2013 an einem neuen Standort wieder in Betrieb genommen werden. Auch die historische Drehscheibe in Giswil wurde im Zuge der Erneuerung des Bahnhofs 2013 an eine andere Stelle versetzt und wieder in Betrieb genommen.

## Rollmaterial bis 2004

Die HGe 4/4 I 1992 um 1970

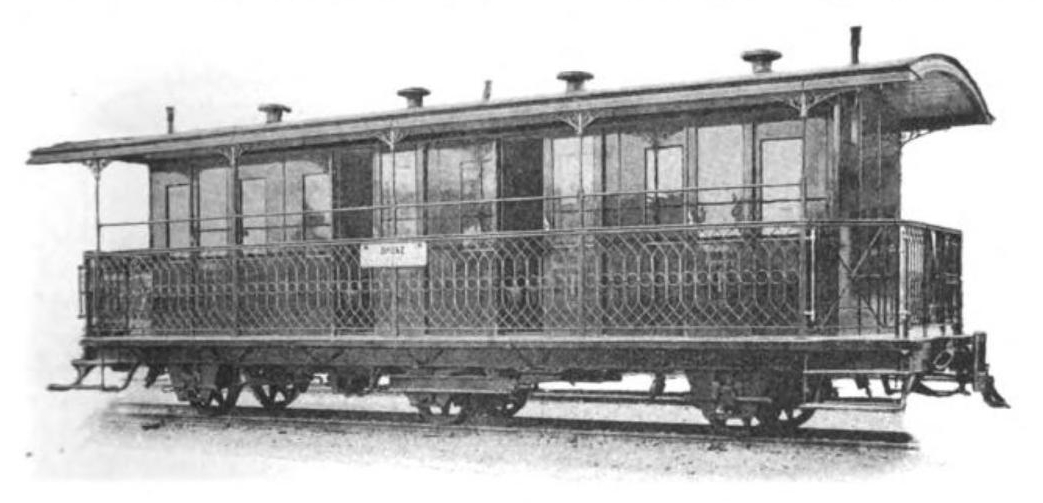
Einer von sechs Galeriewagen der 1. Klasse, die ab 1888 im Einsatz waren

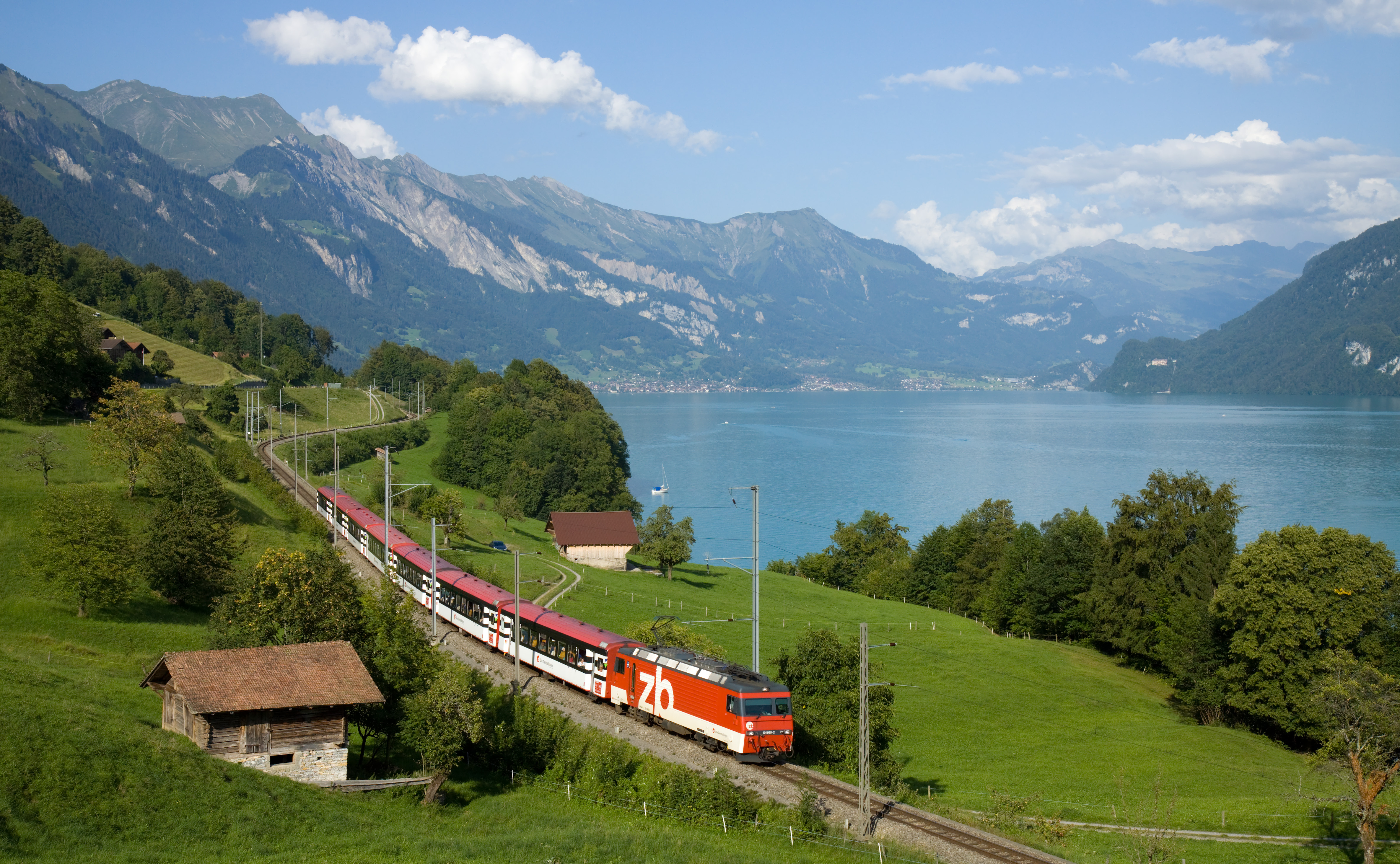
Von einer HGe 4/4 II gezogener Interregio-Zug am Brienzersee

(Rollmaterial ab 2005 siehe Zentralbahn)
Dampflokomotiven (SBB-Nummern)
- G 3/3 101–110, die 109 ist als betriebsfähiges historisches Fahrzeug bei der Museumsbahn Blonay–Chamby (BC) erhalten geblieben
- G 3/4 201–208, die 208 ist als betriebsfähiges historisches Fahrzeug erhalten geblieben
- HG 2/2 1001–1013
- HG 3/3 1051–1068, die 1067 ist als betriebsfähiges historisches Fahrzeug erhalten geblieben, die 1068 als Denkmallok

Elektrische Lokomotiven
- HGe 4/4I 1991–1992 (1954) «Muni»; Nummer 1992 ist als betriebsfähiges historisches Fahrzeug erhalten geblieben[14]
- HGe 4/4II 1951–1952 (1986), 1990 an Furka-Oberalp-Bahn (FO) verkauft
- HGe 101 961–968 (1989–1990)
geplante Bezeichnung HGe 4/4II 1961–1968

Triebwagen
- SBB Fhe 4/6, später Deh 4/6 901–916 (1941–1942), verbleibende Fahrzeuge ab 1993 umgezeichnet zu Deh 120 006–012
- De 110 000–004 (Umbau 1992–1993)
umgebaut aus Deh 4/6 903, 906, 908, 910, 912
- De 110 005 (Umzeichnung 1993)
De 4/4II 913 (Umbau 1987), umgebaut aus Deh 4/6 913
- ABe 130 001–010 (2005)
Stadler Spatz, ab Anfang 2005 an Zentralbahn abgeliefert

Traktoren und Dienstfahrzeuge
- Te I 198–199, elektrischer Rangiertraktor 95 kW (Hergiswil und Alpnach Dorf)
- Te III 201–203, elektrischer Rangiertraktor 260 kW (Luzern, Giswil und Meiringen)
- Tm II 596–598, 980–984, entspricht dem Dieseltraktor SBB Tm II, teilweise aus Normalspur umgebaut (980+984)
- Tm III 599, ehemalige Diesellokomotive der Südwestdeutsche Verkehrs-Aktiengesellschaft (SWEG V 2201), wurde während des Bahnhofumbaus in Luzern benötigt, dient jetzt dem Baudienst allgemein
- Tmh 985–986, Zahnraddieseltraktor basierend auf dem Tm II, an Dampfbahn Furka-Bergstrecke verkauft.
- Xrote 50, Schneeschleuder
- Xrotm 51, Schneeschleuder von Beilhack, 2025 an MGB verkauft und trägt dort die Nummer 4937